# Federazione universitaria cattolica italiana
La Federazione Universitaria Cattolica Italiana, nota soprattutto con l'acronimo F.U.C.I., è una federazione di gruppi di studenti universitari cattolici.
È stata uno dei capisaldi della formazione degli intellettuali cattolici italiani del XX secolo, e fu anche l'unica associazione cattolica riconosciuta nelle università durante il ventennio fascista, nella quale si formò buona parte della futura classe dirigente della Democrazia Cristiana. Ancora oggi è attiva nella formazione alla politica e alla responsabilità civile ed ecclesiale delle coscienze degli studenti universitari.

## Storia
(Benedetto XVI, Udienza alla FUCI, 9 novembre 2007)

### Fondazione
La FUCI nacque nel 1896 a Fiesole sull'onda di una nuova enfasi alla partecipazione sociale dei cattolici alla società civile e alla politica, che culminò con la fine del "non expedit" di lì a pochi anni.
Alla fine dell'Ottocento i pochi circoli universitari cattolici vivevano con difficoltà la propria esperienza negli atenei italiani. Da più parti si avvertiva la necessità di un'opposizione tenace al laicismo, all'anticlericalismo imperante e al positivismo che impregnavano la vita delle università e l'orientamento della quasi totalità degli studi accademici. Urgeva costituire una presenza giovane e nuova, culturalmente impegnata ed in grado di conciliare la fede e lo studio all'interno del laicato cattolico, intransigente ed immobile in un tempo tormentato.
Già il «Circolo di san Sebastiano», fondato a Roma l'8 dicembre 1889, aveva sperimentato un possibile coordinamento delle associazioni cattoliche nelle diverse sedi universitarie con la pubblicazione del periodico La Vita Nova di Romolo Murri, rivista di cultura universitaria e studi sociali. Fu proprio sulle pagine di tale rivista che venne formulata l'ipotesi di un congresso universitario cattolico, idea accolta dalla gerarchia ecclesiastica con vivi entusiasmi mescolati a profondi malumori. “Ricostruire le scienze e la vita sociale, rifare la città umana, ma dietro le norme della fede ispiratrice e con i vincoli della operosa carità cristiana”: questo doveva essere il cuore del programma della costituenda “Federazione cattolica universitaria”.
L'idea di creare una federazione dei cattolici universitari italiani sorse nel 1894, in occasione della fondazione del circolo universitario di Roma. Due anni dopo, al XIV Congresso dei cattolici italiani, organizzato 
dall'Opera dei Congressi a Fiesole (1-4 settembre 1896), venne fondata ufficialmente la «Federazione universitaria cattolica italiana» (FUCI), che subito assumeva La Vita Nova a suo organo di stampa. In poco tempo nacquero circoli aderenti alla Federazione nei più importanti atenei d'Italia.

### Primi anni
I primi anni di vita della FUCI furono segnati da un latente contrasto tra quanti auspicavano un più incisivo intervento nella realtà culturale, civile, sociale e politica italiana ed un impegno esclusivamente religioso. Dal 1906 iniziò la pubblicazione della nuova rivista Studium destinata ad interpretare, con sensibilità e coerenza, le correnti intellettuali e culturali del movimento cattolico italiano e ad alimentare per decenni il dibattito in seno alla cultura cattolica.
Ben presto la federazione assunse una posizione di netta autonomia rispetto al resto del movimento cattolico, pur mantenendo un'assoluta fedeltà alla Chiesa anche grazie presenza degli assistenti ecclesiastici, il primo dei quali fu Gian Domenico Pini (dal 1907 al 1923). Fu anzitutto lui, ad esempio, ad evitare lo scioglimento della Federazione nel 1911 quando le frange più progressiste si spinsero a decantare con patriottismo i valori del risorgimento e della patria in un tempo in cui il Papa era ancora “prigioniero in Vaticano”. Il nazionalismo poi, nonostante il vivo dibattito nei congressi alla vigilia della Grande Guerra sulla sua inconciliabilità con i valori cristiani, contagiò in parte anche la FUCI, coinvolta nella disputa tra neutralisti ed interventisti.

### Tra le due guerre

Igino Righetti (a destra) con Maria De Unterrichter (a sinistra) e don Giovanni Battista Montini (al centro) a Bologna

Giovanni Battista Montini (papa Paolo VI)

La FUCI visse il travagliato primo dopoguerra con viva attenzione ai problemi sociali e alla realtà del mondo universitario, ma sul piano politico, nonostante un tiepido avvicinamento all'esperienza del Partito Popolare di Luigi Sturzo, manifestò estrema prudenza e distanza dalla vicende che stavano portando alla fine dello stato liberale e all'avvento del fascismo. Eppure proprio questa posizione defilata permise alla Federazione non solo di continuare a far sentire la sua presenza nella vita universitaria e culturale, ma anche di rappresentare ben presto l'unica alternativa rimasta ai Gruppi universitari fascisti (GUF).
La FUCI sviluppa sin da quegli anni una forte apertura internazionale che la porta dal 1921 ad essere tra i promotori del Movimento internazionale degli universitari cattolici Miec-Pax Romana, una delle prime esperienze di organizzazione sovranazionale del laicato cattolico.
Con la nomina nel 1925 di Giovanni Battista Montini, futuro papa Paolo VI, ad assistente ecclesiastico e di Igino Righetti come presidente, cominciava il periodo più alto e luminoso della storia della Federazione. Furono loro ad indirizzare un infaticabile lavoro di approfondimento teologico e culturale su argomenti filosofici alla luce del pensiero cattolico europeo e del personalismo, artistici, letterari, storici, religiosi e di preparazione professionale, cercando di evitare qualsiasi contaminazione con il fascismo. Furono loro a guidare una FUCI perplessa e disorientata dalla stipula dei Patti Lateranensi del 1929 che soltanto in apparenza e nella propaganda garantivano un clima accogliente e disponibile nei confronti della Chiesa e della religione in Italia. In realtà lo scontro diretto non tardò ad arrivare tra i fucini e gli universitari fascisti e la FUCI fu ben presto presa di mira dalla repressione del regime. Al Congresso di Macerata volarono pugni e manganellate. La sede della Federazione, in piazza Sant'Agostino a Roma, venne sequestrata e sigillata. Numerosi circoli vennero devastati e nel 1935 i fucini di Padova vennero aggrediti durante una gita a Piove di Sacco. La rivista Azione Fucina, che aveva preso il posto di Studium nel 1928, fu sospesa.
Nel 1931 la FUCI veniva ridotta ad associazione diocesana sotto controllo dei vescovi senza interrompere il suo intenso cammino di riflessione, anche grazie alla presenza di don Franco Costa e don Emilio Guano, che seppero sostituire l'indimenticabile amicizia e sapienza di Montini.
Il sangue di molti fucini venne sparso al fronte nella seconda guerra mondiale e nel tragico periodo della Resistenza che lo stesso don Costa sostenne con circolari clandestine di vicinanza e preghiera agli universitari cattolici partecipi alla lotta di liberazione nazionale. La FUCI più che altre associazioni seppe inoltre scorgere ed indicare nella immane tragedia di quegli anni i segni di un avvenire possibile e rinnovato dove il messaggio del Vangelo e l'impegno serio e concreto di tradurlo nella storia contemporanea da parte dei cattolici avrebbero avuto un ruolo fondamentale.

### Il secondo dopoguerra e il Concilio Vaticano II

Aldo Moro (francobollo commemorativo per il venticinquennale della morte)

Così avvenne una volta riattivata la vita politica democratica del paese: non soltanto la classe dirigente della Democrazia Cristiana fu formata ed animata da gran parte dei giovani quadri che avevano avuto la loro formazione ed erano stati responsabili nella FUCI (si pensi, tra gli altri, ai presidenti nazionali dei primi anni quaranta Aldo Moro e Giulio Andreotti), ma ben trentacinque parlamentari provenienti dalla FUCI seppero dare un rigoroso e straordinario contributo ai lavori dell'Assemblea Costituente nella scrittura della Carta costituzionale.
In quegli anni cruciali per il Paese, la FUCI tenne fede al proprio stile coniugando la vocazione intellettuale e spirituale con l'interesse per la politica, tessendo trame di amicizia con figure come Giuseppe Dossetti e Giuseppe Lazzati. È negli anni cinquanta che si consolida la scelta del primato della fede e della formazione di una solida ed esigente vita spirituale ed insieme della mediazione culturale capace di sostenere il dialogo nella vita degli universitari al di là delle differenti appartenenze ideologiche. Sono anche gli anni in cui la FUCI dimostra, nella sua riflessione ecclesiologica, liturgica e teologica di cogliere in profondità molti dei fermenti che il Concilio Vaticano II saprà sviluppare. Le pubblicazioni della FUCI di questi anni rimarcano questa volontà di “comprendere gli uomini”: questa apertura è particolarmente evidente nelle pagine di «Ricerca», la rivista erede diretta di «Azione fucina», pubblicata dapprima con cadenza bimensile, poi mensile e infine quindicinale.
Gli intellettuali fucini, che come sappiamo saranno poi molti dei futuri esponenti democristiani delle correnti di sinistra, si spendono continuamente per commentare le novità politiche del mondo nazionale e internazionale, in una perenne ricerca tesa a voler conoscere il mondo esterno. Interessanti sono quindi le considerazioni che vengono fatte dal professore universitario ed ex partigiano Ettore Passerin d'Entrèves in un articolo comparso nel 1950, nel quale si spiega come il dibattito interno delle organizzazioni cattoliche fosse poco attento alle questioni trattate dall’universo marxista, e della scarsa conoscenza che si aveva di esso.
Sul fronte dell'impegno nella rappresentanza e nella politica universitaria la FUCI fu particolarmente attiva nello sperimentare un coordinamento delle associazioni cattoliche, la cosiddetta “Intesa Universitaria” e una forte presenza nell'organismo rappresentativo nazionale universitario,  l'Unuri.
Continuando la sua opera di apertura verso più fronti, all’interno delle prime pagine di «Ricerca» sono spesso presenti le relazioni delle attività di rappresentanza studentesca, con appassionati resoconti delle azioni politiche svolte anche in comunione con i gruppi universitari del PCI e dell’Unione Goliardica Italiana, per contrastare la riforma dell’Istruzione del 1951, varata dall’allora Ministro dell’Istruzione Gonella, che avrebbe innalzato la contribuzione studentesca. Questi resoconti dipingono una realtà universitaria molto attiva, dove le manifestazioni e le occupazioni erano all’ordine del giorno: molti sono gli articoli che trattano degli scontri con gli studenti legati al mondo neofascista dell’MSI, di nuovo spesso unendo le forze con le compagini comuniste universitarie. Molte volte, inoltre, sono narrate le principali attività universitarie all’interno dei Consigli di Dipartimento e di Facoltà.
Va sottolineato all’interno del discorso universitario come molti fucini fossero attivi anche nel movimento goliardico, storicamente di sinistra in quegli anni e in diverse università la lista di rappresentanza più votata, contendendosi il podio con l’Intesa. Le ultime pagine di «Ricerca» presentavano talora vignette satiriche, soprattutto in occasione dell’inizio di ogni anno accademico, per “istruire” le giovani matricole su come comportarsi di fronte alle goliardate e come evitare di essere presi troppo di mira dagli studenti più anziani. Riferimenti alla goliardia sono presenti anche negli inserti che raccontavano i congressi nazionali, dove alle spiegazioni più serie dell’attività congressuale si affiancavano anche messaggi scherzosi tra fucini, e racconti di azioni goliardiche avvenuti ai margini dei congressi.
Dopo la fine del fascismo e poi della Seconda guerra mondiale, la FUCI volle da subito rimarcare la sua appartenenza al fronte antifascista e repubblicano. Oltre alle già citate attività universitarie in comunione con le giovanili dei partiti e le organizzazioni di sinistra, le pubblicazioni della FUCI non mancano mai di rifiutare il fascismo e il neofascismo, per preferire un’ottica cristiano-sociale, che prendesse anche dalle posizioni marxiste, anzi reclamando una paternità cristiana di molte posizioni umanitarie assunte dal marxismo (vedasi aperture in tempi anche non sospetti nei riguardi del concetto di proletariato e di classe, nella costruzione economica della società, della critica cristiana al capitalismo, dell’internazionalismo). A partire dal 1945 in poi all’interno di Ricerca sono spesso presenti elogi della Resistenza e rifiuto del fascismo, che si inseriscono all’interno di quel nuovo filone di studio e racconto nei riguardi dei protagonisti della Resistenza, della quale molti cattolici presero parte e che si sviluppò molto nei primi anni repubblicani.
La FUCI fu invece lontana e contraria alle posizioni dell’Azione Cattolica, il più grande collettore di realtà cattoliche (oltre alla FUCI diverse altre organizzazioni studentesche e giovanili, ma anche di lavoratori di vario tipo, o diverse per uomini e donne) e al suo presidente Lugi Gedda. Al contrario di Gedda, impegnato dal papa Pio XII stesso a costruire insieme alla DC il più largo fronte cattolico possibile, la FUCI e i suoi aderenti spesso preferivano un impegno sociale e spirituale più ridotto, per dare la possibilità a questi giovani universitari di capire chi fossero e quale direzione politica volessero dare al proprio cammino, umano e spirituale. Questo portò spesso a battaglie politiche, tra un Gedda che voleva un più deciso e aperto impegno della FUCI per propagandare la politica della Democrazia Cristiana di De Gasperi, e i presidenti e gli stessi singoli aderenti della FUCI, che al contrario si ritiravano in una riflessione e rifuggivano questo impegno obbligato dall’alto.

### Il Sessantotto
Sarà proprio in questo frangente che inciderà lo shock profondo della contestazione globale del Sessantotto. In quel periodo turbolento che sembrò cambiare il volto della società e delle università ed in cui tutto pareva crollare, con lo scioglimento dell'Unuri,  e insieme ai valori tradizionali, la vita, l'orientamento e l'identità stessa della Federazione vennero profondamente scosse.
All'interno dei gruppi FUCI di Milano (dai quali provengono, tra gli altri il ministro Bassanini, il presidente della Corte Costituzionale Onida e molti politici ed imprenditori di rilevante peso nell'immediata contemporaneità) si visse la scissione più grave all'interno del corpo di Azione Cattolica, quella da cui nacque Comunione e Liberazione nel 1969.
Sarà grazie alle grandi figure di Vittorio Bachelet e di mons. Franco Costa che la FUCI seppe riprendersi ed incanalare la sua riflessione nel più grande alveo della scelta religiosa postconciliare.

### Dopo il Sessantotto
Attenzione costante ai problemi dell'università, fedeltà e radicamento nella chiesa locale, impegno culturale come strumento di presenza per incidere nella realtà sociale contemporanea, mai rifiutata ma compresa ed amata in tutta la sua complessità e nelle sue contraddizioni: questi i punti fondamentali con cui la FUCI ha saputo vivere il periodo di vorticoso cambiamento della realtà giovanile e del costume del post sessantotto.
Rispetto all'esperienza dei referendum sul divorzio e sull'aborto, che fu lacerante per l'associazionismo cattolico, la sensibilità fucina sottolineò in particolare l'importanza della testimonianza personale e la relatività di ogni regolamentazione legislativa, di per sé sempre parziale e da non sopravvalutare in una logica di scontro.
La FUCI fu protagonista della gestione del cambiamento dell'università dell'era pre-Berlinguer. All'impegno nell'università si affiancò una critica sempre più marcata dell'unità dei cattolici in politica, che portò alcuni politici, che in gioventù avevano avuto ruoli di responsabilità all'interno della Federazione, a dare vita nel 1993 con Ermanno Gorrieri alla compagine dei Cristiano Sociali, cofondatori nel 1998 dei DS e infine confluiti nel Partito Democratico. Tali scelte, in sintonia con altri esponenti del cattolicesimo democratico tra cui lo storico Pietro Scoppola, furono ispirate a quelle di molti esponenti dei movimenti europei ed internazionali federati con la FUCI nel movimento internazionale degli universitari cattolici Pax Romana-Miec che già operavano in sistemi bipolari e con partiti misti di laici e cattolici nel centrosinistra europeo. Da tali movimenti provenivano, tra gli altri, l'ex presidente della Commissione europea ed esponente socialista francese Jacques Delors, due Primi ministri del Portogallo, Maria de Lourdes Pintasilgo (in carica dal 1979 al 1980, scomparsa nel 2004), António Guterres (in carica dal 1995 al 2002), il costituzionalista spagnolo e coautore della Costituzione del 1978 per il PSOE Gregorio Peces Barba Martinez, l'ex deputato socialista catalano Josep Maria Carbonell, ex-presidente dell'autorità garante delle comunicazioni in Catalogna e professore all'Università Cattolica Ramon Llul, il teologo e coordinatore dei Cristiani nel Psoe Carlos Garcia De Andoin.
Esaurito il periodo del centrosinistra e della fase più attiva della Democrazia Cristiana, la FUCI ha maturato e proposto l'esigenza sempre più stringente di riforma delle istituzioni del paese in grado di far fronte alla sempre più ampia e pericolosa frattura fra politica e società civile. Quest'alta ed elaborata riflessione è confluita nel grande contributo che la FUCI, dopo il congresso di Bari del 1989 ha saputo dare, anche a mezzo della promozione del referendum del 1993, per la riforma della legge elettorale in senso maggioritario, che garantisse stabilità di governo in un equilibrio bipolare alla mutata situazione politica.
La FUCI rimane tuttora, pur con i suoi piccoli numeri rispetto ad altri movimenti ecclesiali, una realtà vivace che nella Chiesa continua la sua missione intellettuale; gode dell'attenzione del mondo accademico ed ecclesiale, essendogli riconosciuta un ruolo rilevante nella formazione della vita spirituale dello studente universitario e nell'analisi dei complessi problemi ed i processi che vive, specialmente dopo la riforma, il mondo dell'università italiana.

## Critiche
La FUCI andò elaborando nel primo decennio del Novecento un'identità ed una visione della realtà all'interno della Chiesa ritenuta progressista e troppo aperta. Quest'atteggiamento valse l'accusa di modernismo ad alcuni dei suoi aderenti e, nel periodo dei referendum sul divorzio e sull'aborto, di eccessiva tiepidezza negli scontri sui princìpi. Per gli aderenti della FUCI si trattava però dell'anticipo dei temi e della mentalità affermata nella dichiarazioni conciliari Gaudium et Spes e Dignitatis Humanae.
Nel corso della sua storia poi è stata alternativamente tacciata di politicizzare i propri aderenti, di propugnare una esagerata democratizzazione degli organi dell'università e di farsi promotrice di iniziative politiche giudicate da alcuni come controproducenti (ad es. l'appoggio alla campagna per il sistema elettorale maggioritario negli anni novanta).
A partire dalla fine della Seconda Guerra Mondiale la FUCI è sempre stata osteggiata dall’Azione Cattolica sotto la guida di Luigi Gedda, animatore di questo largo fronte, che si rese presto conto che quegli studenti universitari cattolici non volevano seguire le sue imposizioni e quelle del papa Pio XII. Emblematici furono infatti i processi politici ai danni dei presidenti nazionali Carlo Carretto (1952) e Mario Rossi (1954), il successore di Caretto. Entrambi questi presidenti vennero allontanati dalla FUCI, e le dimissioni di Rossi aprirono un vero e proprio “caso Rossi”, che ebbe tra i sostenitori di questo presidente lo stesso Cardinale Giovanni Montini, futuro papa Paolo VI. Questi vennero allontanati dalla direzione della FUCI per ordine di Gedda, similmente a come accadrà poco dopo a Germano Quadrelli, presidente della Gioventù di Azione Cattolica (GIAC) di Milano dal 1948 al 1956.

## Struttura organizzativa
Alla FUCI aderiscono gruppi di studenti universitari in pressoché tutti i più rilevanti atenei italiani, nonché in molti atenei minori ed in città senza sede universitaria. I gruppi, autonomi nella scelta del percorso (diviso in sociopolitico, universitario, culturale e teologico-spirituale) da proporre, si suddividono in gruppi riconosciuti, dotati cioè di diritto di voto in assemblea federale, e gruppi in formazione, che svolgono almeno un anno di formazione dopo essere stati riconosciuti dall'assemblea regionale FUCI della loro regione ecclesiastica, per essere poi ammessi con diritto di voto in Assemblea Federale tramite delibera del Consiglio Centrale.
La struttura della FUCI è federativa, ed ogni livello elegge i rappresentanti al livello superiore:
1. Gli aderenti di ogni gruppo eleggono i membri di presidenza di gruppo
2. I Presidenti di Gruppo di una stessa regione eleggono gli Incaricati Regionali nelle Assemblee Regionali
3. Gli Incaricati Regionali e i Presidenti di Gruppo, più la Presidenza Nazionale e i consiglieri uscenti formano l'Assemblea Federale, che si riunisce in occasione del Congresso Nazionale.  Questa approva le mozioni di indirizzo ed elegge i nuovi Rappresentanti dell'Assemblea Federale al Consiglio Centrale (RAF), il cui numero è variabile.
4. Gli Incaricati Regionali, i RAF più i membri uscenti della Presidenza Nazionale, eleggono i nuovi membri della Presidenza Nazionale.

Esistono quindi tre livelli diversi con i rispettivi incarichi:
1. Gruppo: aderenti, presidenti di gruppo
2. Regionale: presidenti di gruppo, incaricati regionali
3. Nazionale: incaricati regionali, consiglieri centrali, presidenza nazionale

## Congressi nazionali
I Congressi Nazionali, che la FUCI celebrava con scadenza biennale, e che ora - dopo la decisione presa dal Consiglio Centrale nel giugno 2011 - si celebrano ogni anno, sono stati e continuano ad essere momenti importanti per riflettere sui temi di maggiore attualità e di interesse non soltanto per i giovani fucini, ma anche per il mondo della cultura tutta, per le istituzioni, per la Chiesa. In occasione del Congresso i gruppi della Federazione concentrano la loro riflessione su un tema e contribuiscono alla redazione delle tesi congressuali, che vengono curate dalla Presidenza Nazionale e da un'apposita commissione, che vengono presentate e discusse da alcuni relatori.
Si presenta qui di seguito un elenco degli ultimi Congressi Nazionali con i relativi temi:
- 1980 - Milano: 45º Congresso Nazionale - Annuncio di fede e crisi della ragione nell'Università degli anni ottanta
- 1983 - Padova: 46º Congresso Nazionale - Cultura e speranza nell'età della crisi
- 1985 - Firenze: 47º Congresso Nazionale - Memoria e mutamento: la ricerca di identità nella società complessa
- 1987 - Verona: 48º Congresso Nazionale - Parola, interlocutori e linguaggi. Nuovi itinerari di ricerca in università e nel Paese
- 1989 - Bari: 49º Congresso Nazionale - Interdipendenze, comunicazioni e conflitti. Percorsi della ragione e provocazioni della fede nelle metamorfosi del moderno
- 1991 - Brescia: 50º Congresso Nazionale - Dare un nome alle speranze. Formazione, ricerca, partecipazione per una stagione della responsabilità
- 1992 - Salerno: 51º Congresso Nazionale - Distanza e prossimità. Verso l'altro tra differenze e nuovi soggetti
- 1994 - Pavia: 52º Congresso Nazionale - Reciprocità e riconoscimento: ironici viaggiatori tra i conflitti della complessità
- 1996 - Firenze-Fiesole-Roma: 53º Congresso Nazionale - Memoria e ricerca. Cantieri e progetti nei paradossi della speranza
- 1998 - Acireale-Catania: 54º Congresso Nazionale - Appunti sparsi: Università in formazione, una società per tutti
- 2000 - Padova: 55º Congresso Nazionale - Il prossimo lontano. Narrare le differenze per costruire il dialogo nella società multiculturale
- 2002 - Roma: 56º Congresso Nazionale - Il filo d'oro: tessere trame di solidarietà nella rete delle interdipendenze
- 2004 - Genova: 57º Congresso Nazionale - Giovani tra piazze e parabole: Imparare la partecipazione nel tempo dei media
- 2006 - Pisa: 58º Congresso Nazionale - Work in progress: Università e forme nuove del sapere
- 2008 - L'Aquila: 59º Congresso Nazionale - Domani cercasi. Università, società e politica: quale spazio per i giovani?
- 2010 - Piacenza: 60º Congresso Nazionale - Un'economia per l'uomo: quali sfide per il futuro?
- 2012 - Urbino-Roma: 61º Congresso Nazionale - "È appena l'aurora". Chiesa, Concilio, Contemporaneità: 50 anni fa, 50 anni dopo
- 2013 - Rimini: 62º Congresso Nazionale - Esodo dalla crisi: la via della democrazia. Itinerari partecipativi, orizzonti di cittadinanza, coordinate di sovranità
- 2014 - Padova: 63º Congresso Nazionale - Europa al crocevia. Il cammino dell'integrazione verso un nuovo continente
- 2015 - Catania: 64º Congresso Nazionale - Incontro all'Umanità. Domande, proposte, esperienze per le sfide della contemporaneità
- 2016 - Chieti: 65º Congresso Nazionale - Giovani Verso Domani. Università, Formazione, Lavoro: Quale realtà per quali prospettive
- 2017 - Pavia-Vigevano: 66º Congresso Nazionale - Mediterraneo: frontiere di Speranza
- 2018 - Reggio Calabria: 67º Congresso Nazionale - Ri-generAZIONE - Universitari confusi, connessi, innovativi
- 2019 - Urbino: 68º Congresso Nazionale - Metamorfosi della Democrazia - Nazionalisimi, Europeismi, Internazionalismi
- 2020 - Brescia: 69º Congresso Nazionale - Non svolto a causa della Pandemia di Covid-19 del 2020. Assemblea federale telematica svoltasi l'8-10 maggio 2020
- 2021 - 69º Congresso Nazionale - Svolto telematicamente tramite la piattaforma Zoom a causa della Pandemia di Covid-19 del 2020
- 2022 - Bari: 70º Congresso Nazionale - Comprendiamo le città - La città non è il problema ma la risorsa
- 2024 - Bologna: 71º Congresso Nazionale - Universitari - Maneggiare con cura

## Convegni
Inoltre, a sottolineare ancora una volta l'apertura di orizzonti culturali della FUCI, la Federazione periodicamente promuove dei Convegni Nazionali su temi di attualità, che hanno visto interessati esperti di settori specifici di ricerca che hanno messo a servizio dei giovani universitari le loro competenze. Da giugno 2011 la dicitura Convegno è stata abolita, sostituita da "Congresso" con cadenza annuale. Ricordiamo qui gli ultimi Convegni Nazionali della FUCI:
- 1996 – Roma: Alla ricerca delle storie della FUCI
- 1997 – Taranto: Dopo lo “sviluppo”, quale futuro per il Sud
- 1998 – Vercelli: Traffico nell'anima: giovani e religiosità
- 2000 – Roma: Gli studenti stranieri nelle università italiane
- 2001 - Rimini: Istanze profetiche. Prospettive di senso per la ragione e la speranza nella Chiesa e nell'Università
- 2003 – Parma: Europarliamone: istituzioni, valori, cittadini di un nuovo attore globale
- 2005 – Cosenza: Facoltà di partecipazione, cittadinanza studentesca e ruolo dell'università tra Italia ed Europa
- 2007 – Vicenza: Multiversità: l'internazionalizzazione dei corsi di laurea e le migrazioni di studenti e ricercatori
- 2009 – Roma: Cittadini dell'Europa: sogno o realtà?
- 2011 - Reggio Calabria: 150 e non sentirli. Eredità e prospettive dell'Italia che cambia

In occasione della canonizzazione di Papa Paolo VI la FUCI ha organizzato un Convegno Nazionale a Roma (12-14 ottobre) incentrato sulla figura del papa già assistente ecclesiastico nazionale della FUCI e del suo rapporto con l'università, gli universitari e la chiesa del suo tempo. Relatori: don Angelo Maffeis, Valerio Onida e mons. Claudio Stercal.

## Le Scuole di Formazione
Le Scuole di formazione sono dedicate a temi e testimoni legati al mondo della Chiesa e della politica; da giugno 2011 questo appuntamento nazionale è sospeso, sostituito dall'annuale "Modulo Presidenza". La prima edizione del "Modulo Presidenza" si è tenuta nel 2012. Ecco i temi degli ultimi anni delle Scuole di Formazione:
- Torino 2001 - Piergiorgio Frassati: tra volontariato e impegno politico.
- Firenze 2002 - Fede ed impegno politico: La Pira e Don Milani.
- Palermo 2003 - Mafia e mafiosità: testimoni di un'alternativa possibile.
- Salento 2004 - Alle porte della Città: tra accoglienza, immigrazione e cittadinanza. Don Tonino Bello.
- Bologna 2005 - Tra le querce di Monte Sole, fede e impegno politico in Giuseppe Dossetti.
- Catania-Caltagirone 2006 - Libertà e laicità: testimonianza politica ed ecclesiale di Don Luigi Sturzo.
- Napoli-Nola 2007 Futuro rifiutato: clima, sviluppo sostenibile, risorse rinnovabili ed ecomafie.
- Milano 2008 - Abitare la città. Sulle orme di Giuseppe Lazzati.
- Trento 2009 - Cercando un fondamento alla ricostruzione. L'esempio di Alcide De Gasperi.
- Ragusa 2010 - Male-Detto Sud. Immagini, contraddizioni, risorse e speranze di una terra in cerca d'autore.

## Settimane teologiche di Camaldoli
La FUCI è tuttora legata alla consuetudine delle settimane teologiche al Monastero di Camaldoli, che, insieme al Congresso in primavera e al Modulo Presidenza in autunno, sono uno degli appuntamenti nazionali fissi nel calendario della Federazione. Le settimane teologiche furono introdotte per gli studenti universitari e i laureati cattolici da Giovanni Battista Montini nel 1934. La comunità monastica di Camaldoli vive nell'antico monastero benedettino sull'appennino del Casentino e nello scorso secolo ha offerto un contributo di fede e di spiritualità alla comunità ecclesiale con il pensiero e l'opera del priore P. Benedetto Calati, alfiere della modernità nella Chiesa cattolica.
Elenco dei temi delle Settimane Teologiche di Camaldoli degli ultimi anni.
- Settimane 2004:
  - Costruttori di una comunità al plurale: religioni in dialogo
  - Padroni o custodi? L'uomo e il creato nella prospettiva della Bibbia
- Settimane 2005:
  - Libertà e responsabilità
  - Pregare: un dialogo tra uomo e Dio
- Settimane 2006:
  - L'umorismo di Dio nella Storia della Salvezza
  - Nella Chiesa, nella Storia: laici oggi
- Settimane 2007:
  - Voi chi dite che io sia? Gesù di Nazaret tra storia e teologia
  - Viaggio nel mondo dei Vangeli Apocrifi
- Settimane 2008:
  - L'Apocalisse: leggere i segni dei tempi tra ansia del futuro ed escatologia
  - Darwin o Adamo: evoluzionismo e creazionismo alla prova della fede
- Settimane 2009:
  - Atti degli Apostoli. Cittadini del mondo, cittadini del Regno
  -  Le sfide della bioetica e la questione antropologica
- Settimane 2010
  - La liturgia: tempo dell'ascolto, spazio del gratuito
  - C'è ancora spazio per un'etica nell'economia? In ascolto della sapienza biblica
- Settimana 2011 (svolta una sola settimana per sensibilizzare la partecipazione fucina alla GMG 2011) 
  - "Mettimi come sigillo sul tuo cuore" (Ct 8,6). La cura dei legami nell'epoca delle passioni tristi
- Settimane 2012
  - «Se fosse un profeta?» (Lc 7, 39). Profezia e testimonianza cristiana oggi
  - Nelle parole la Parola. Cristianesimo e cultura contemporanea
- Settimane 2013
  - Le beatitudini: la felicità cristiana
  - Qoelet: la domanda di senso
- Settimane 2014
  - «Il tuo cuore custodisca i miei precetti» (Pro 3,1). Darsi una regola nella vita e nello studio
  - «Avrai guadagnato il tuo fratello» (Mt 18,15). Comunità e solidarietà in un mondo plurale
- Settimane 2015
  - «Perché lo coltivasse e lo custodisse» (Gn 2,15). La Terra promessa e affidata
  - «Per questo lascerà suo padre e sua madre» (Gn 2,24). La famiglia, missione e vocazione
- Settimana 2016
  - Povertà e Giustizia. Nel mondo con gli occhi del Vangelo
- Settimana 2017
  - Ecumenismo: il coraggio di una strada comune
- Settimana 2018
  - Sete di relazioni: tra sessualità e affettività
- Settimana 2019 
  - La mafia uccide solo d'estate: comunità, responsabilità, educazione
- Settimana 2021 
  - Liberamente in quarantena. Ci credevamo sani in un mondo malato
- Settimana 2022
  - Vidi la città... scendere dal cielo
- Settimana 2023
  - Diritti alla pace. Tracciamo insieme strade di giustizia

## Stampa federativa
- La Vita Nova (dal 1894 al 1904)
- Studium (dal 1906 poi confluita nelle Edizioni Studium fondate nel 1927)
- Azione Fucina (dal 1928 al 1946)
- Ricerca. Nuova serie di Azione Fucina (dal 1946, tuttora rivista bimestrale della FUCI)
- Bollettino dirigenti (1947-1968)
- Fuci Informazioni (1968-1991)
- Newsletter (2009-2013)

## Elenco dei presidenti nazionali
- (1896-1900) Luigi De Matteis
- (1900-1904) Angelo Mauri
- (1905-1907) Mauro Augusto Martini
- (1907-1909) Giorgio Castelli
- (1909) Giuseppe Casoli
- (1910-1911) Francesco Luigi Ferrari
- (1911-1913) Ferruccio Galmozzi
- (1913-1919) Giambattista Migliori
- (1919 gennaio) Domenico Del Bello
- (1919 settembre) Adolfo Coasollo
- (1920-1922) Giuseppe Spataro
- (1923-1924) Nello Palmieri
- (1925) Pietro Lizier
- (1926-1928) Igino Righetti e Maria De Unterrichter
- (1929-1933) Igino Righetti e Angela Gotelli
- (1934) Igino Righetti e Anna Martino
- (1935) Giovanni Ambrosetti e Anna Martino
- (1936-1937) Giovanni Ambrosetti e Almerina Aprà
- (1938) Giovanni Ambrosetti e Bruna Carazzolo
- (1939-1941) Aldo Moro e Bruna Carazzolo
- (1942-1944) Giulio Andreotti e Bianca Penco
- (1945-1947) Ivo Murgia e Bianca Penco
- (1947-1948) Carlo Alfredo Moro e Piera Lado
- (1949-1955) Romolo Pietrobelli e Sitia Sassudelli
- (1956-1958) Carlo Maria Gregolin ed Elisa Bianchi
- (1959) Enrico Peyretti ed Elisa Bianchi
- (1960-1961) Enrico Peyretti e Adriana Foti
- (1962-1964) Italo De Curtis e Adriana Foti
- (1965-1967) Marcello Reynaud poi Giovanni Benzoni ed Elena Piccolo
- (1968-1970) Giovanni Benzoni e Mirella Gallinaro
- (1970-1972) Marco Ivaldo e Serena Marini
- (1972-1974) Marco Ivaldo poi Giuseppino Monni e Maria Irace
- (1974-1978) Giuseppino Monni e Laura Rozza
- (1978-1982) Giorgio Tonini e Ilaria Vietina poi Anna Mantovani
- (1982-1984) Gian Luca Salvatori e Maria Rita Rendeù
- (1984-1987) Stefano Ceccanti e Fulvia Zinno
- (1987-1989) Giovanni Guzzetta e Anna Maria Debolini
- (1989-1990) Giovanni Guzzetta e Patrizia Pastore
- (1991-1992) Sandro M. Campanini e Patrizia Pastore
- (1992-1994) Marco Zanini e Giulia Gallotta poi Cecilia Carmassi
- (1994-1995) Andrea Longhi e Cecilia Carmassi
- (1995-1996) Andrea Longhi e Sarah Numico
- (1996-1997) Simone Milioli e Sarah Numico
- (1997-1998) Simone Milioli e Cecilia Cremonesi
- (1998-1999) Giulio Zanella e Cecilia Cremonesi
- (1999-2000) Giulio Zanella e Paola Raffaello
- (2000-2001) Michele Lucchesi e Paola Raffaello
- (2001-2002) Michele Lucchesi e Anna M. Venturini
- (2002-2003) Davide Arcangeli e Anna M. Venturini
- (2003-2004) Davide Arcangeli ed Enrica Belli
- (2004-2005) Davide Paris ed Enrica Belli
- (2005-2006) Davide Paris e Federica di Lascio
- (2006-2007) Tiziano Torresi e Federica di Lascio
- (2007-2008) Tiziano Torresi e Silvia Sanchini
- (2008-2009) Emanuele Bordello e Silvia Sanchini
- (2009-2010) Emanuele Bordello e Sara Martini
- (2010-2011) Alberto Ratti e Sara Martini
- (2011-2012) Alberto Ratti e Francesca Simeoni
- (2012-2013) Stefano Nannini e Francesca Simeoni
- (2013-2014) Stefano Nannini e Rita Pilotti
- (2014-2015) Marco Fornasiero e Rita Pilotti
- (2015-2016) Marco Fornasiero e Marianna Valzano
- (2016-2017) Gianmarco Mancini e Marianna Valzano
- (2017-2018) Gianmarco Mancini e Gabriella Serra
- (2018-2019) Pietro Giorcelli e Gabriella Serra
- (2019-2020) Pietro Giorcelli e Martina Occhipinti
- (2020-2021) Lorenzo Cattaneo e Martina Occhipinti
- (2021-2022) Lorenzo Cattaneo e Allegra Tonnarini
- (2022-2023)Tommaso Perrucci e Allegra Tonnarini
- (2023-2024)Tommaso Perrucci e Carmen Di Donato
- (2024-2025) Alessio Dimo e Carmen Di Donato
- (2025-2026) Alessio Dimo e Marta Terenzio

## Elenco dei Condirettori di «Azione Fucina» e di «Ricerca»
Condirettore di Azione Fucina
- (1928-1930) Guido Gonella
- (1930-1934) Federico Alessandrini
- (1934) Gino Frattin
- (1953-1937) Mario Cortellese
- (1937-1939) Giorgio Bachelet
- (1939) Francesco Lariccia
- (1940-1945) Giulio Andreotti
- (1945-1946) Francesco Zappa
- (1946) Ruggero dell'Orbo

Dal 1946 non viene più pubblicata «Azione Fucina», ma «Ricerca. Nuova serie di Azione Fucina»
Condirettore di Ricerca
- (1946-1947) Carlo Alfredo Moro
- (1947) Vittorio Bachelet
- (1947-1950) Leopoldo Elia
- (1951-1954) Claudio Leonardi
- (1954-1956) Paolo Trionfi
- (1956-1959) Leandro Castellani
- (1960-1965) Fulvio Mastropaolo
- (1965-1968) Luigi Giraldi
- (1968-1970) Angelo Bertani
- (1970-1972) Andrea Crovato
- (1972-1973) Arnaldo Ferrari
- (1974) Gian Paolo Violi
- (1975-1976) Renata Mambelli
- (1976-1977) Marco Ivaldo
- (1978-1979) Giuseppino Monni (Direttore Responsabile)
- (1979-1980) Marino Catella
- (1980-1983) Michele Nicoletti
- (1983-1985) Pier Paolo Pignocchino
- (1985-1987) Marco Rizzi
- (1988-1990) Salvatore Vassallo
- (1991-1992) Maria Luisa Venuta
- (1992-1994) Marica Mereghetti
- (1994-1996) Francesco Vezzosi
- (1996-1998) Thierry Bonaventura[22]
- (1998-2000) Giuseppe Palazzolo
- (2000-2002) Simona Borello
- (2002-2004) Marco Piras
- (2004-2006) Manuela Sammarco
- (2006) Umberto Ronga
- (2006-2008) Matteo Vestrucci
- (2008-2010) Marco Zane
- (2010-2012) Flavia Modica
- (2012-2014) Andrea Michieli
- (2014-2016) Cristina Renzi
- (2016-2017) Nausica Manzi
- (2018-2019) Benedetta Ettorre
- (2019-2021) Marco Casetti
- (2021-2022) Gabriele Petouchoff
- (2022-2024) Clara Pomoni
- (2024-2025) Gaia Zordan

## Elenco degli assistenti ecclesiastici centrali
- (1907-1923) Giandomenico Pini
- (1923-1925) Luigi Piastrelli
- (1925-1933) Giovanni Battista Montini
- (1933-1955) Guido Anichini
- (1955-1964) Franco Costa
- (1964-1967) Antonio Zama
- (1967-1974) Camillo Pezzuoli
- (1974-1981) Guido Mazzotta
- (1981-1991) Agostino Bonivento
- (1991-1998) Mario Russotto
- (1998-2005) Andrea Decarli
- (2005-2011) Armando Matteo
- (2011-2017) Michele Pischedda C.O.
- (2017-2019) Antonio Mastantuono
- (2019- 2022) Andrea Albertin
- (2022- in carica) Roberto Regoli

Assistenti ecclesiastici della componente femminile
- (1922-1925) Luigi Piastrelli
- (1925-1929) Federico Sargolini
- (1929-1933) Pietro Coffano

Vice-assistenti ecclesiastici centrali
- (1933-1955) Emilio Guano e Franco Costa
- (1955-1964) Agostino Ferrari Toniolo e Antonio Zama
- (1964-1967) Mario Albertini
- (1967-1974) Mario Albertini e Lorenzo Chiarinelli

## La Fondazione FUCI
La Fondazione Fuci nasce nel 1995 nell'imminenza del Centenario della Federazione, promossa dalla presidenza nazionale della FUCI, con lo scopo di “essere strumento privilegiato per la realizzazione delle finalità culturali, formative ed apostoliche della Fuci” (art. 2 dello Statuto).
Attualmente l'impegno della Fondazione si concretizza principalmente nel sostegno alle attività della FUCI e nella conservazione e cura dell'archivio storico. La fondazione inoltre si propone di promuovere e sostenere attività di studio e ricerca, di erogare assegni di premio, borse di studio e di ricerca, di organizzare convegni e altre attività di carattere culturale. Infine, la Fondazione vuole proporsi come punto di riferimento fra il passato e il presente della FUCI.
L'organo principale della fondazione, il consiglio di amministrazione, è composto da 13 membri, così designati: 4 membri di diritto (i due presidenti e il tesoriere della FUCI con il presidente dell'Azione Cattolica Italiana), 4 membri designati dalla presidenza nazionale della FUCI, 4 membri designati dal consiglio centrale della FUCI su proposta della presidenza nazionale e da 1 membro designato dalla presidenza nazionale del Movimento ecclesiale di impegno culturale (MEIC).
Attualmente è presidente della Fondazione FUCI Michele Nicoletti, il segretario generale è Roberto Pertile e il tesoriere Claudio Cortellese.

## Personalità significative
Possono citarsi alcuni dei nomi più famosi di quella parte significativa del ceto intellettuale, politico ed ecclesiale italiano che ha avuto nella FUCI la propria formazione spirituale e culturale:
Personalità della cultura
Luigi Accattoli, Giorgio Armillei, Teresa Bartolomei, Franco Bassanini, Giovanni Benzoni, Giovanni Bianco, Alberto Bobbio, Vittore Branca, Stefano Brogi, Vincenzo Cappelletti, Francesco Paolo Casavola, Giorgio Campanini, Sandro M.Campanini, Stefano Ceccanti, Ezio Rosini, Ennio Rosini, Giuseppe Croce, Marco Demarie, Luca Diotallevi, Leopoldo Elia, Nuccio Fava, Francesco Luigi Ferrari, Piergiorgio Frassati, Pietro Giordano, Paolo Giuntella, Giovanni Guzzetta, Marco Ivaldo, Sandro Magister, Alberto Marvelli, Carlo Alfredo Moro, Michele Nicoletti, Fabrizio Onida, Valerio Onida, Enrico Peyretti, Igino Righetti, Marco Rizzi, Luca Rolandi, Gianluca Salvatori, Salvatore Vassallo, Teresio Olivelli, Marco Garzonio.
Politici
Giulio Andreotti, Franco Bassanini, Gerardo Bianco, Emilio Colombo, Francesco Cossiga, Amintore Fanfani, Guido Gonella, Giorgio La Pira, Vito Lattanzio, Raniero La Valle, Giovanni Leone, Giuseppe Lumia, Franco Marini, Angelo Mauri, Aldo Moro, Adriano Ossicini, Giuseppe Pisanu, Irene Pivetti, Romano Prodi, Franco Rodano, Claudio Scajola, Oscar Luigi Scalfaro, Giuseppe Spataro, Paolo Emilio Taviani, Giorgio Tonini, Benigno Zaccagnini, Laura Rozza, Paolo Del Debbio.
Religiosi
Card. Angelo Bagnasco, Card. Angelo Scola, Card. Achille Silvestrini, Card. Ersilio Tonini, Card. Agostino Vallini, Mons. Luigi Bettazzi, Mons. Leonardo Bonanno, Mons. Lorenzo Chiarinelli, Mons. Franco Costa, Mons. Emilio Guano, Mons. Francesco Milito, don Romolo Murri, Mons. Mario Russotto, Mons. Antonio Staglianò, Mons. Antonio Zama, P. Gabriele Amorth, P. Enzo Bianchi, P. Enrico di Rovasenda, Mons. Giovanni Barbareschi.